# Port lotniczy Kamionka
Port lotniczy Kamionka (rum. Aeroportul Internațional Camenca, kod ICAO:LUCM) – port lotniczy zlokalizowany w mieście Kamionka, w Mołdawii (Naddniestrze).